# Aclonophlebia
Aclonophlebia este un gen de molii din familia Lymantriinae.

## Legături externe
- en Baza de date a genului Lepidoptera la Muzeul de istorie naturală